# Лиственка (стоянка)
Лиственка — многослойная позднепалеолитическая стоянка (16,5—10 тыс. лет назад) в окрестностях города Дивногорска Красноярского края.
Открыта в 1982 году школьником Алексем Гурьяновым и директором Дивногорского музея Константин Владимирович Зыряновым на правом берегу реки Лиственки-Заречной (приток Енисея). Исследовалась в 1983—1997 годах экспедицией КГПИ (КГПУ) под руководством доктора исторических наук  Н. И. Дроздова (1983—1986 гг.) и кандидата исторических наук Е. В. Акимовой (1987—1997 гг.).
В культурных слоях стоянки выявлены разнообразные хозяйственные комплексы или их элементы: очаги (19 объектов), в том числе с каменной обкладкой, кострища, участки расщепления камня и бивня, скопления костей, жилища, многочисленные изделия из камня (скребки, остроконечники, резцы, скобели). В составе коллекции костяного инвентаря: иглы, пазовые орудия из рога и бивня, в том числе и с каменными вкладышами, шилья, стерженьки, остроконечники. Найденный на этой стоянке «жезл начальника» (13,5 тыс. лет) из бивня мамонта не имеет себе аналогов в мире.
В 1992 году на уровне того же культурного слоя была найдена нижняя челюсть ребёнка 3,5−4,5 лет вида Homo sapiens. Метрические особенности нижней челюсти из Лиственки сравнивались с соответствующими стандартами семи верхнепалеолитических находок: Сунгирь 2, Пушкари 1, Костёнки 18, Абри-Пато, Ложери-Бас, Гримальди, Эшкафт (Иран). По соотношению мезиодистальных и вестибулолингвальных размеров нижних первых постоянных моляров Лиственка (13 470 ± 285 л. н.) интегрирована с более древними формами Костёнки 18 (21 020 ± 180 л. н.) и Эшкафт (35 000 л. н.). Анализ распределения частот одонтологических признаков в сериях эпохи неолита с территории юга Западной Сибири показал, что антропологический состав населения на стоянках Лиственка и Афонтова гора-2 связан с верхнепалеолитическим населением Алтае-Саянского нагорья. Находка со стоянки Лиственка располагается в том же кластере, что и молочные зубы индивида из Чагырской пещеры, которые по размерам проявляют наибольшее сходство с зубами европейских неандертальцев и максимально приближаются к некоторым ближневосточным находкам (неандерталец Кебара 4 из пещеры Кебара и Homo Дедерьех 1 в Сирии) и демонстрируют максимальное сходство с поздним неандертальцами Спи VI (Бельгия), Арси-сюр-Кюр 3826 (Арси-сюр-Кюр, Франция) и с ближневосточным Homo Кафзех 15 из пещеры Кафзех.